# Syzygium rakotovaoanum
Syzygium rakotovaoanum är en myrtenväxtart som beskrevs av Neil Snow. Syzygium rakotovaoanum ingår i släktet Syzygium och familjen myrtenväxter. Inga underarter finns listade i Catalogue of Life.